# Burg Burg-Gemünden
Die Burg Burg-Gemünden ist eine mittelalterliche Höhenburg auf einem 241 m ü. NN hohen Basaltkegel über der Ohm im Ortsteil Burg-Gemünden (Burggasse) der Gemeinde Gemünden im Vogelsbergkreis in Hessen. Die Burg war für den Ort namensgebend.

## Geschichte
Das zunächst zum Kloster Fulda gehörende Gebiet kam vorübergehend als Lehen an die Grafen von Ziegenhain und bald entstand in der zweiten Hälfte des 13. Jahrhunderts über der Ohmfurt ein „festes Hus“, das eine wechselvolle Geschichte hatte.

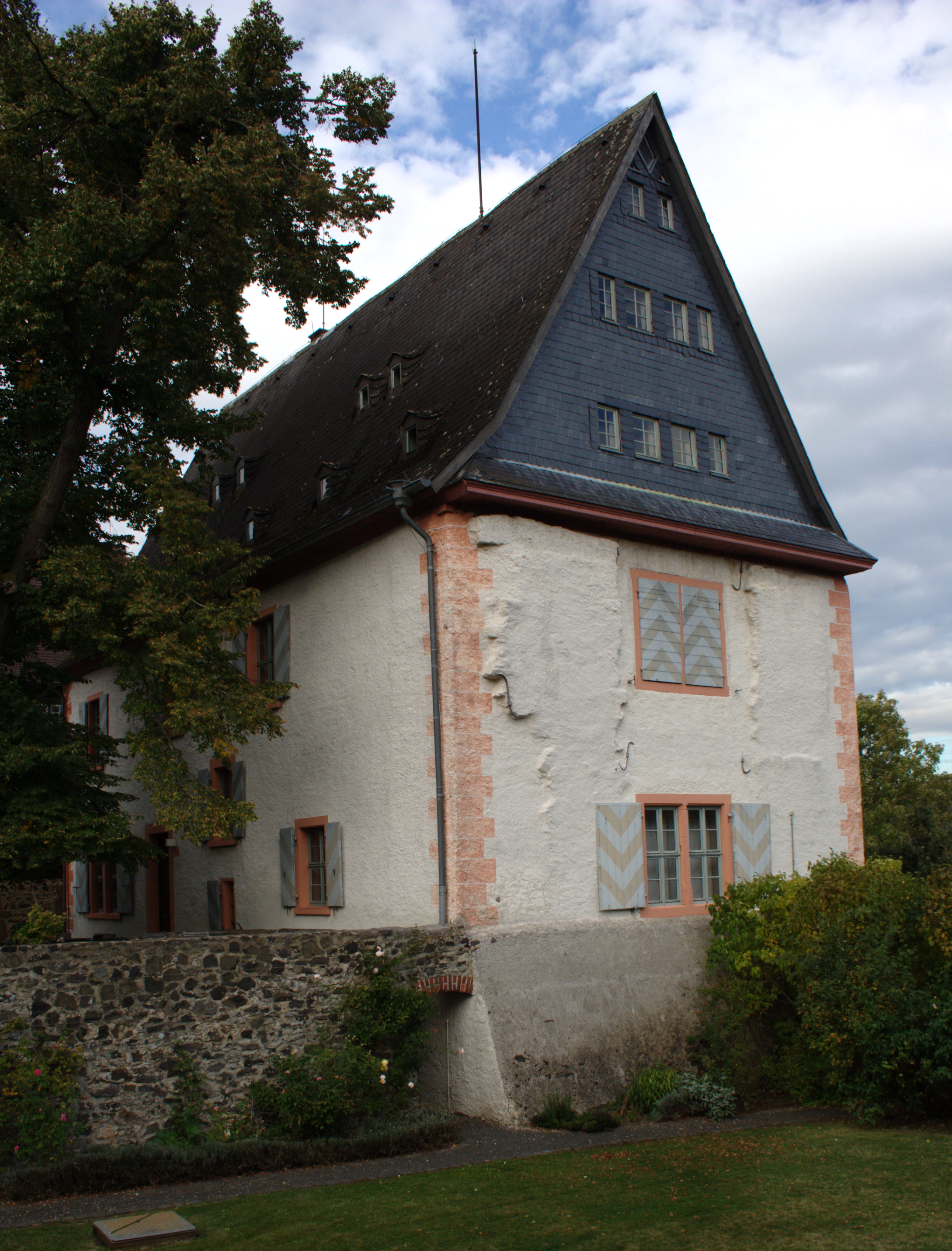
Der Palas der Burg

Nachdem dieses auf Befehl des Landgrafen Heinrich I. von Hessen abgebrochen worden war, ließ der Landgraf kurz danach für seine Tochter Mechthild und ihren Gemahl, den Grafen Gottfried VI. von Ziegenhain, die Burg, deren Lage an einer wichtigen Handelsstraße gute Einnahmen versprach, ab 1274 wieder aufbauen.
Die Burg diente nach Graf Gottfrieds Tod als Mechthilds Witwensitz und kam 1310 endgültig in hessischen Besitz. Sie war Sitz eines Amtmannes, diente als Zehntscheune, war Sitz einer Forstbehörde, ab 1933 Unterkunft für den damaligen Reichsarbeitsdienst und nach dem Zweiten Weltkrieg Unterkunft für evakuierte und heimatvertriebene Familien. 1975 wurde die Burg in Privatbesitz verkauft.

## Beschreibung

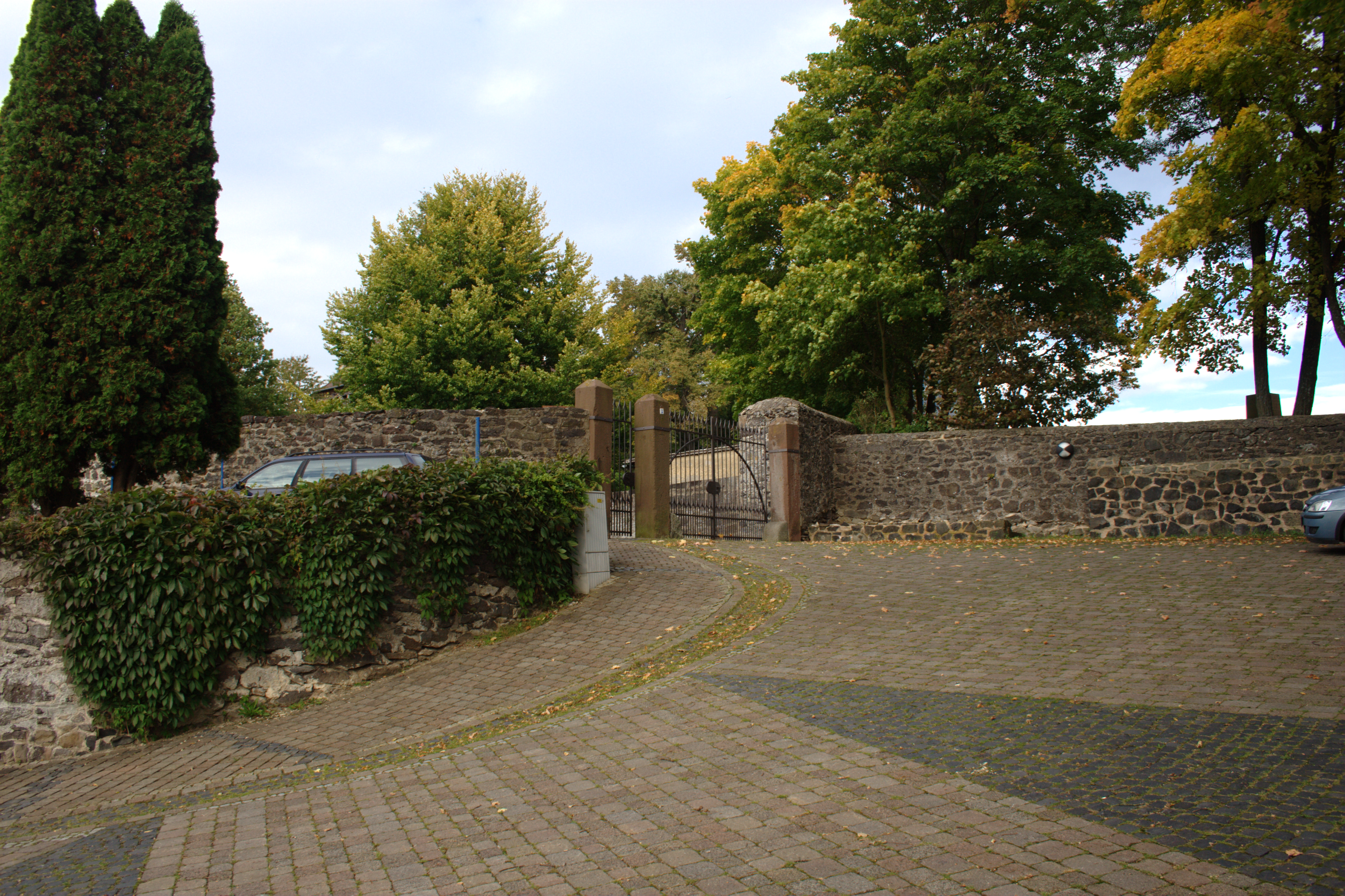
Eingang

Eine seltene noch erhaltene profane Konstruktion aus der Spätgotik ist der steile Dachstuhl des Palas von etwa 1510. Aus der Folgezeit stammt die mit Fachwerkeinschub auf steinernem Sockelgeschoss erbaute Zehntscheune. Im 18. Jahrhundert ließ Landgraf Ludwig VIII. von Hessen-Darmstadt die Burg im Stil des Barock großzügig umbauen. Die 1,5 Meter starken Mauern erhielten größere Fenster und tiefe Sitznischen; weiterhin entstanden eine große Diele, zwei großzügige Räume und ein kleiner Saal. Neben einem Fenster des Wohnhauses ist in der Fassade ein Wappenmonogramm Ludwigs VIII. angebracht: Krone und stilisiertes „L“ mit der Jahreszahl 1756.
Die alten Umfassungsmauern sind noch erhalten, und durch Erhöhen verfallener Bruchsteinmauern im Burghof konnte die Trennung zwischen Kernburg und Vorburg wieder sichtbar gemacht werden, was den ehemaligen wehrhaften Charakter andeutet.